# Anssi Karttunen
Pour les articles homonymes, voir Karttunen.
Anssi Karttunen (né le 30 septembre 1960 à Helsinki) est un violoncelliste finlandais.

## Biographie
Anssi Karttunen a étudié à l'Académie Sibélius avec Erkki Rautio, à Londres avec William Pleeth et Jacqueline du Pré ainsi qu'aux Pays-Bas avec Tibor de Machula.
Anssi Karttunen habite Paris.
Il est marié à l'artiste finno-vénézuélienne Muriel von Braun.

## Carrière

### Carrière de violoncelliste
Soliste virtuose d'envergure internationale, il est surtout connu pour sa passion pour la musique contemporaine, dont il est un fervent défenseur.

Il est dédicataire de nombreuses œuvres, en particulier de la part de ses compatriotes Kaija Saariaho, Esa-Pekka Salonen, Magnus Lindberg, mais aussi de Pascal Dusapin, Betsy Jolas, Philippe Schoeller, Jerome Combier, Tan Dun, Luca Francesconi, Julian Anderson, Ahmed Essyad ou Rolf Wallin. 

Cette collaboration étroite avec les compositeurs l'amène à donner plus de 200 créations, dont 33 concertos.
Anssi Karttunen joue aussi bien le violoncelle baroque, classique, moderne, électronique ou le violoncelle piccolo.
 
Outre son intérêt pour la musique contemporaine, il ne néglige pas pour autant le répertoire traditionnel, comme en témoignent son enregistrement de l'intégrale pour violoncelle de Beethoven sur instruments d'époque, ou son intérêt pour l'époque baroque.
Il joue sur un violoncelle fait par Francesco Ruggeri à Crémone en 1670.

### Autres activités
Entre 1994 et 1998, Anssi Karttunen a été directeur artistique de l'Orchestre de Chambre Avanti! à Helsinki et Directeur du Festival Suvisoitto à Porvoo. 
Il a été le directeur artistique de la Biennale d'Helsinki (1995 et 1997) ainsi que Musica Nova Helsinki 2015. Entre 1999 et 2005, Karttunen a été violoncelle solo du London Sinfonietta. 
Il a créé un trio à cordes, Zebra-trio avec le violoniste Ernst Kovacic et l'altiste Steven Dann. Il joue en duo avec le pianiste Nicolas Hodges et en trio avec le pianiste Florent Boffard et la violoniste Marina Chiche. Il a aussi créé un duo de improvisation électronique, Sons of Chipotle avec le multi-instrumentiste John Paul Jones et le trio Tres Coyotes avec Magnus Lindberg et John Paul Jones.
Depuis 2008, il est le directeur artistique de Creative Dialogue, un atelier de musique contemporaine qu'il a créé avec les compositeurs finlandais Kaija Saariaho et Magnus Lindberg.
Karttunen enseigne le violoncelle à École normale de musique de Paris. Il donne régulièrement  des classes de maître de différentes pays, et assure des cours de musique de chambre (Domaine Forget, Yellow Barn), et des cours de musique nouvelle (Centre Acanthes, Britten-Pears School for Advanced Musical Studies, Creative Dialogue).

## Orchestres
Anssi Karttunen joue entre-autres avec les orchestres suivants:
- Orchestre de Philadelphie
- Orchestre philharmonique de Los Angeles
- Orchestre symphonique de Boston
- Orchestre symphonique de Saint-Louis
- New World Symphony (en)
- Orchestre symphonique de Toronto
- Orchestre Philharmonia
- Orchestre symphonique de la BBC
- Orchestre philharmonique de la BBC
- Orchestre symphonique écossais de la BBC
- Orchestre national royal d'Écosse
- London Sinfonietta
- Scottish Chamber Orchestra
- Orchestre de Paris
- Orchestre National de France
- Orchestre Philharmonique de Radio France
- Ensemble Orchestral de Paris
- L'Itineraire
- Orchestre symphonique allemand de Berlin
- Berliner Symphoniker
- NDR Orchestra
- Philharmoniker Hamburg (de)
- Hessischer Rundfunk Orchestra
- SWR Orchestra
- Orchestre philharmonique de Munich
- Munich Chamber Orchestra
- Ensemble Modern
- Royal Goncertgebouw Orchestra
- Orchestre philharmonique de Rotterdam
- Orchestre de la Résidence de La Haye
- Dutch Radio Symphony
- Orchestre philharmonique de la radio néerlandaise
- Dutch Radio Chamber orchestra
- NJO Symphony Orchestra
- Asko Ensemble
- RAI Torino
- Orchestra della Toscana
- Orchestre philharmonique du Luxembourg
- Royal Philharmonic Orchestra of Flanders (en)
- Belgian Radio Orchestra
- Orchestre symphonique de la NHK
- Orchestre philharmonique de Tokyo
- Orchestre symphonique métropolitain de Tokyo
- Hong Kong Sinfonietta
- Orchestre chinois de Hong Kong
- Orchestre symphonique de Shanghai
- Orchestre symphonique de Pékin
- Orchestre national chinois de Taïwan
- Orchestre symphonique de Singapour
- Barcelona Opera Orchestra
- Orchestre symphonique de Barcelone
- Navarra Symphony Orchestra
- Orquesta Sinfónica de Bilbao (es)
- Barcelona 216 Ensemble
- Orquesta Filarmónica de Buenos Aires
- Orchestre symphonique de la radio suédoise
- Danish Radio Orchestra
- Orchestre philharmonique d'Oslo
- Orchestre symphonique de la radio finlandaise
- Orchestre philharmonique d'Helsinki
- Kymi Sinfonietta (fi)
- Joensuu Symphony
- Avanti! (fi)

## Discographie
- Robert Schumann: Album for the young, Zebra Trio, Toccata Classics
- Hans Werner Henze: Englische Liebeslieder, BBC Symphony, Knussen, WERGO*Toshio Hosokawa: Chant for cello and orchestra, Scottish National Orchestra, Jun Märkl Naxos
- Magnus Lindberg: Cello Concerto No 2, Finnish Radio Symphony, Hannu Lintu, Ondine
- Colin Matthews: Cello Concerto No 2 NMC Recordings
- El Motivo: Tangos, Zebra Trio and guests, Albany Records
- Kaija Saariaho: Trios Ondine
- Johannes Brahms: String Quintets op.34 and op.115 Zebra Trio and guests, Toccata Classics
- Magnus Lindberg: Cello music Magnus Lindberg, Kari Kriikku, Ondine
- Friedrich Cerha: 9 Bagatellen Zebra Trio, Kairos
- A Due: Works for Clarinette and Cello, Anssi Karttunen, Kari Kriikku, Ondine
- Kaija Saariaho: Notes on Light, Mirage Orchestre de Paris, Eschenbach, Ondine
- Pablo Ortiz - Anssi Karttunen: Al compás del corazón, Petal
- Luca Francesconi: Celloconcerto "Rest". RAI Torino, Abbado, Stradivarius
- Faure, Duparc: Sonatas etc., Tuija Hakkila, piano, Saphir,
- Tan Dun: The Map, DVD. Shanghai Symphony, Tan Dun, Deutsche Grammophon
- Magnus Lindberg: Concerto. Philharmonia, Salonen, Sony Classical
- Esa-Pakka Salonen : Mania. London Sinfonietta, Salonen, Sony Classical
- Kaija Saariaho : Amers. Avanti!, Salonen, Sony Classical
- Helsinki Cello Ensemble: Heininen, Ortiz, Piazzolla, Puumala, Saariaho, Taira, Petals
- Maurice Ohana: Anneau de Tamarit, Orch Philh de Luxembourg, Tamayo, Timpani
- Jean-Baptiste Barriere: Cellitude, Petals
- Bach, Telemann: Works on Violoncello Piccolo, Petals
- Kaija Saariaho: Petals, Près, Spins and Spells, Petals
- Contemporary Cello: Enescu, Janácek, Kodály, Carter.. (compilation), Finlandia Records
- Beethoven, Complete works for cello and fortepiano: with Tuija Hakkila, fortepiano, Finlandia Records
- Debussy, Enescu, Janácek, Kodály : Sonatas etc.,with Tuija Hakkila, piano, Finlandia Records
- 20th Century Solo Cello: Ysaÿe, Krenek, Dallapiccola, Lutoslawski, Dutilleux, Lindberg, Salonen, Saariaho, Finlandia Records
- Concertos by Hindemith, Merikanto, Lindberg, Zimmermann. London Sinfonietta, Esa-Pekka Salonen, Finlandia Records
- Kaija Saariaho: "Du Cristal......à la Fumée" with Los Angeles Philharmonic Orchestra, cond. Esa-Pekka Salonen, Ondine
- Contemporary Music for Cello and Piano, Tuija Hakkila, piano. E.Carter, J.Kaipainen, E.Denisov, P.Heininen, E.Bergman, Finlandia Records
- Haydn: "Flute Trios" with Mikael Helasvuo, flute; Tuija Hakkila fortepiano, Finlandia Records
- Tan Dun: "Elegy, Snow in June", Talujon-Ensemble, Ed Spaanjard,
- Kaija Saariaho: "Petals", Neuma records
- Kaija Saariaho: "Près", Ondine
- Olli Kortekangas: "Konzertstück", Avanti! , Leif Segerstam, Ondine